# いろは (鉄道車両)
いろはは、東日本旅客鉄道（JR東日本）が2018年4月から2022年3月まで運行していた「のってたのしい列車」用の鉄道車両（電車）。

## 概要
2018年4月1日から6月30日まで開催される「本物の出会い 栃木」デスティネーションキャンペーンに合わせ、観光での日光線利用者により快適な移動時間を提供する列車として登場した車両である。
愛称の「いろは」は、日光の名所の一つである「いろは坂」と「物事のいろは」を掛け合わせたもので、日光への旅の始まりである日光線の車内で、日光の様々な魅力を感じていただきたいという思いを込めて付けられた。 
ロゴマークもいろは坂の頭文字である「い」をモチーフに、いろは坂のカーブの数と同じ48色で彩りが加えられている。背景は日光線の路線カラーであるクラシックルビーブラウンを配色し、形状はいろはの頭文字の「I」とレールの断面をイメージさせる形状とされた。
2022年3月12日のダイヤ改正にて「いろは」を含む東北本線と日光線を走る205系電車がE131系電車によるワンマン列車へと置き換えられたことにより運行を終了した。

## 車両
日光線で使用されている小山車両センター所属205系600番台のうち、東京ディズニーランドをイメージした前面デザインを持つ京葉線仕様車を転用改造したY3編成（元京葉車両センター所属ケヨ4編成）を再改造したものである。
車体は乗降口を片側2扉のみとし、塗装は日光線沿線の魅力を外装デザインに取り入れるとともに、日光線のイメージである「レトロ」を意識したデザインとし、また日光エリアの自然や観光リソース（キスゲ、華厳滝、男体山・中禅寺湖）、日光の社寺の彫刻などで扱われる様々な動物（龍・鳳凰・唐獅子）をモチーフとしたイラストが側面に配置された和の色使い（黒色・黄金色・灰桜色など）で、訪日外国人を意識したジャポネスク風かつモダンなデザインとしたものに変更される。
車内デザインは木目調とし、座席はシートモケットが「クラシックルビーブラウン」をベースとした配色の大型クロスシートに変更の上つり革は木を使用したものに交換（優先席付近を除く）し、大型荷物置き場やフリースペースも設置される。また客室内の照明もLED化される。 
ドア上には案内表示器が新設され、外国語表記にも対応している。車いすスペースは1か所から2か所に増やされ、バリアフリーが強化される。またFree Wi-Fiを導入し、観光情報などが得やすい空間となる。
|                                       | ← 日光宇都宮 →     |                    |                         |                    |
| 形式及び車両番号 カッコ内は京葉線時代 | クハ204 -603 (111) | モハ204 -603 (301) | ＜＞ モハ205 -603 (301) | クハ205 -603 (111) |

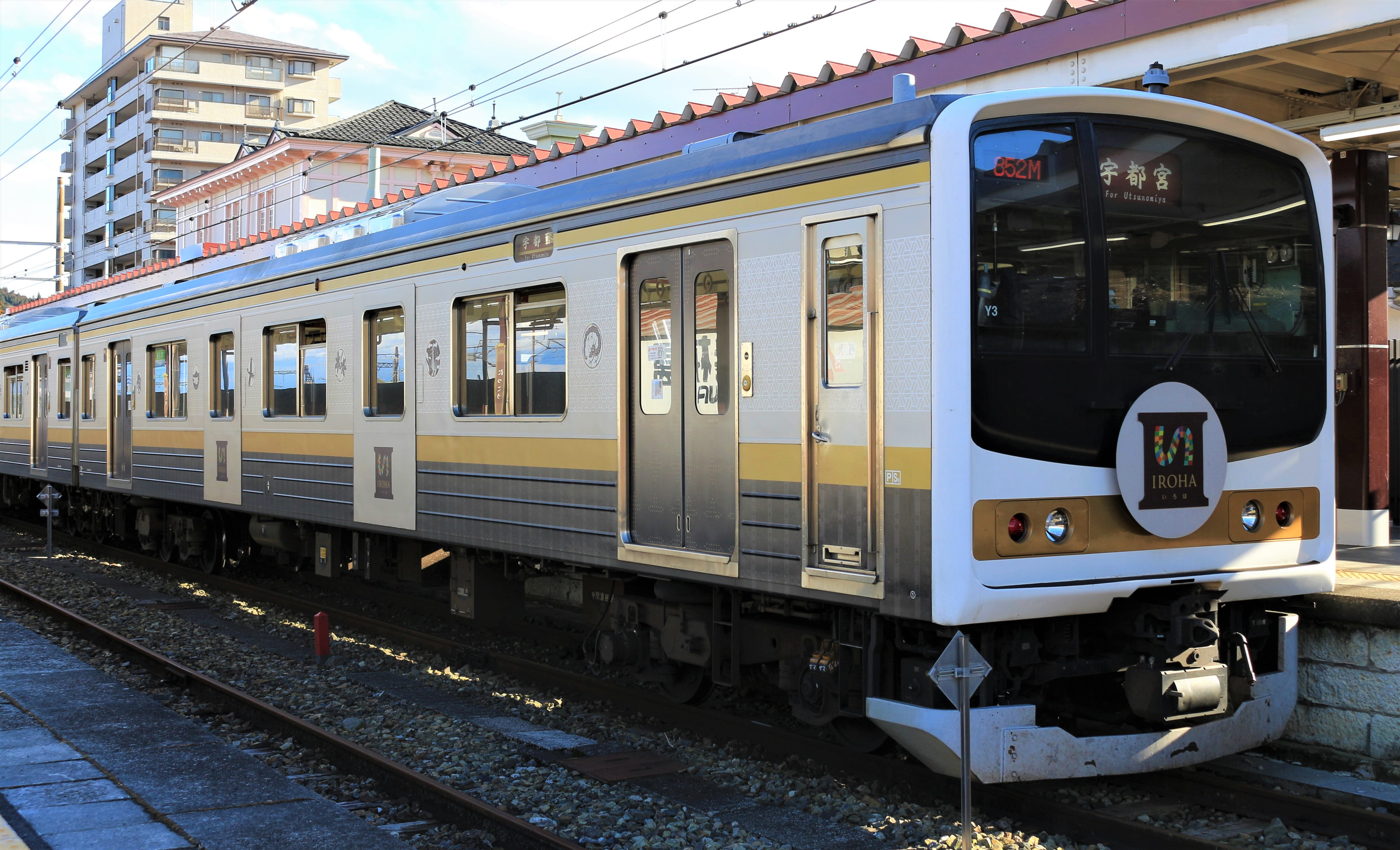
クハ204-603
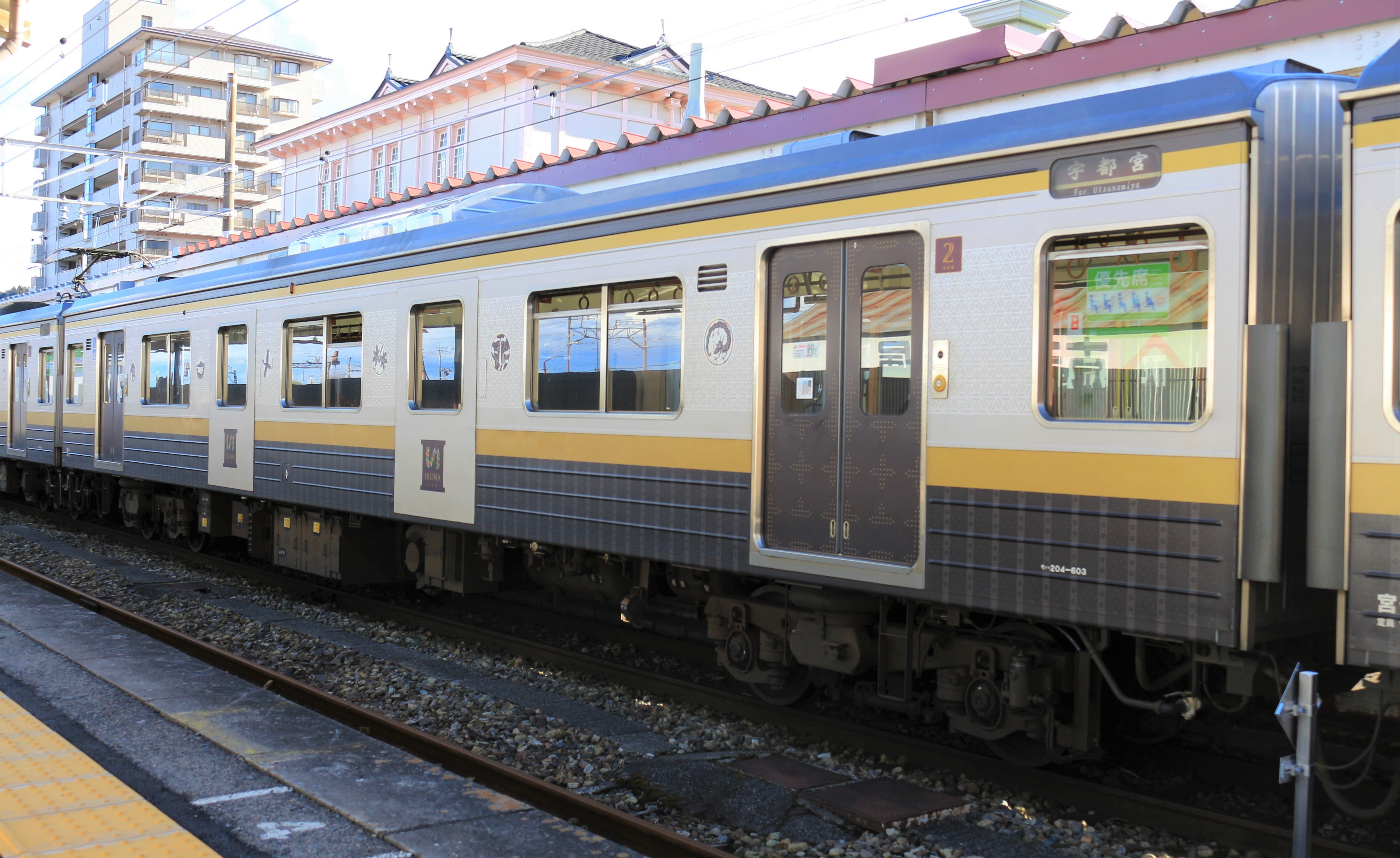
モハ204-603
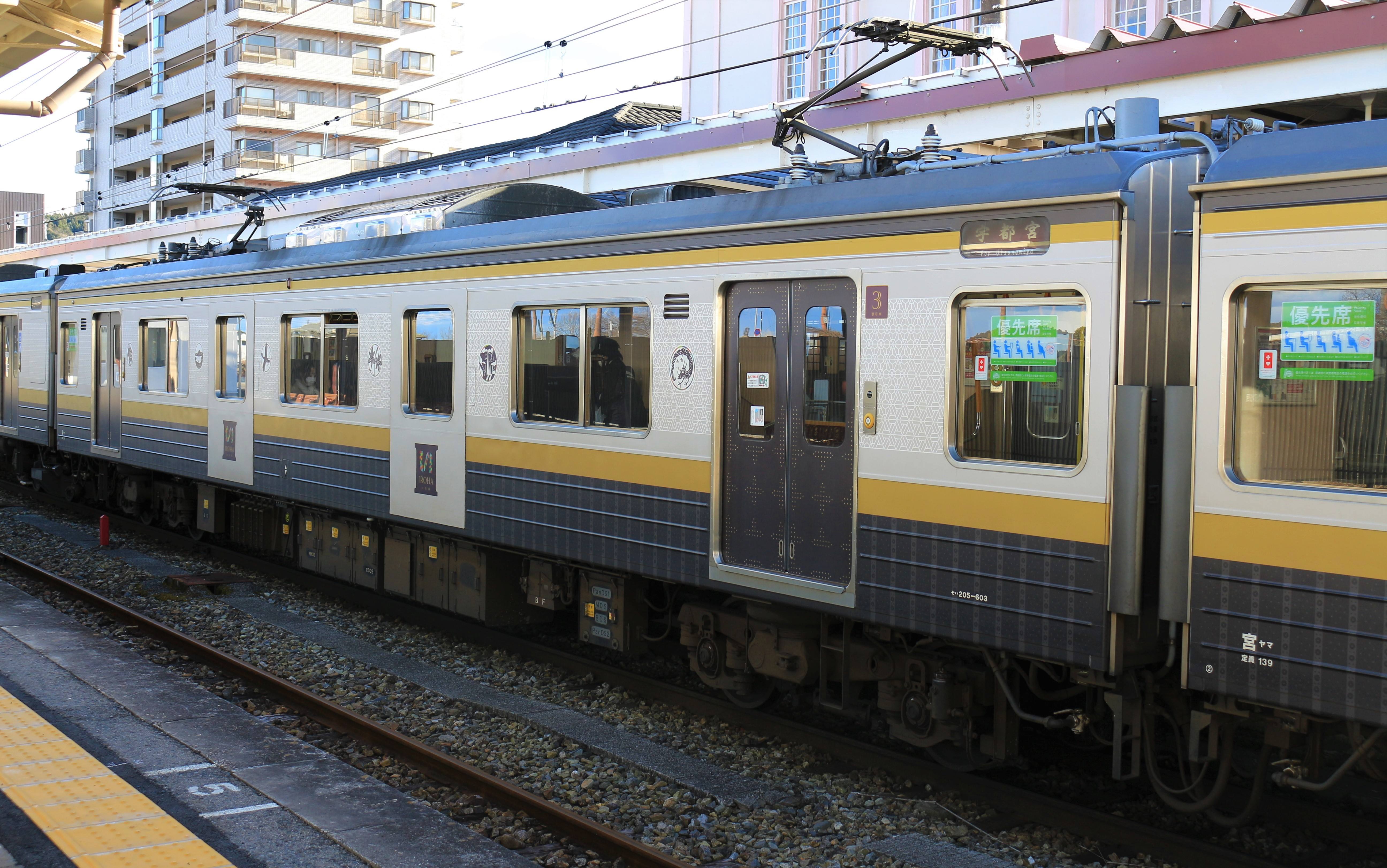
モハ205-603
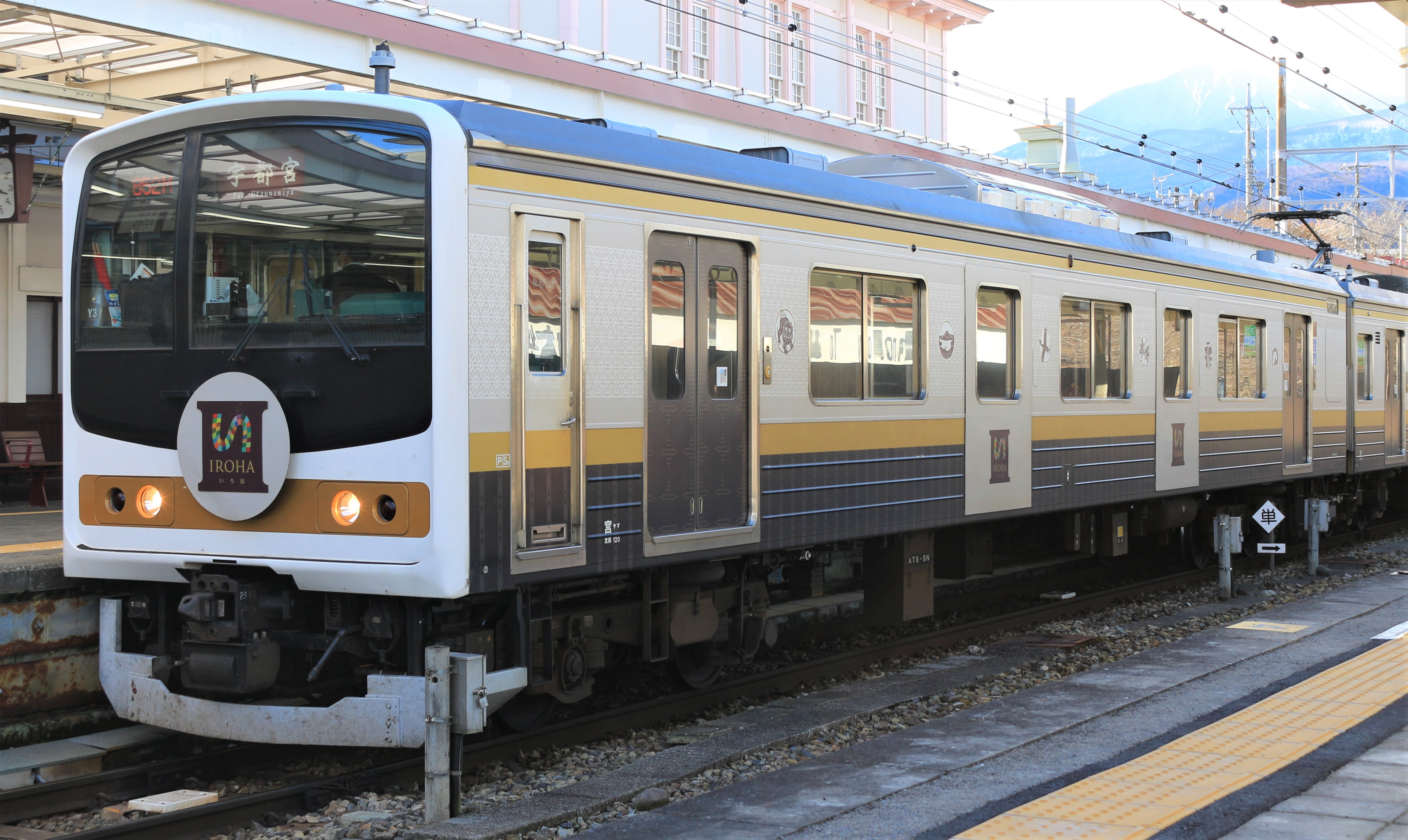
クハ205-603

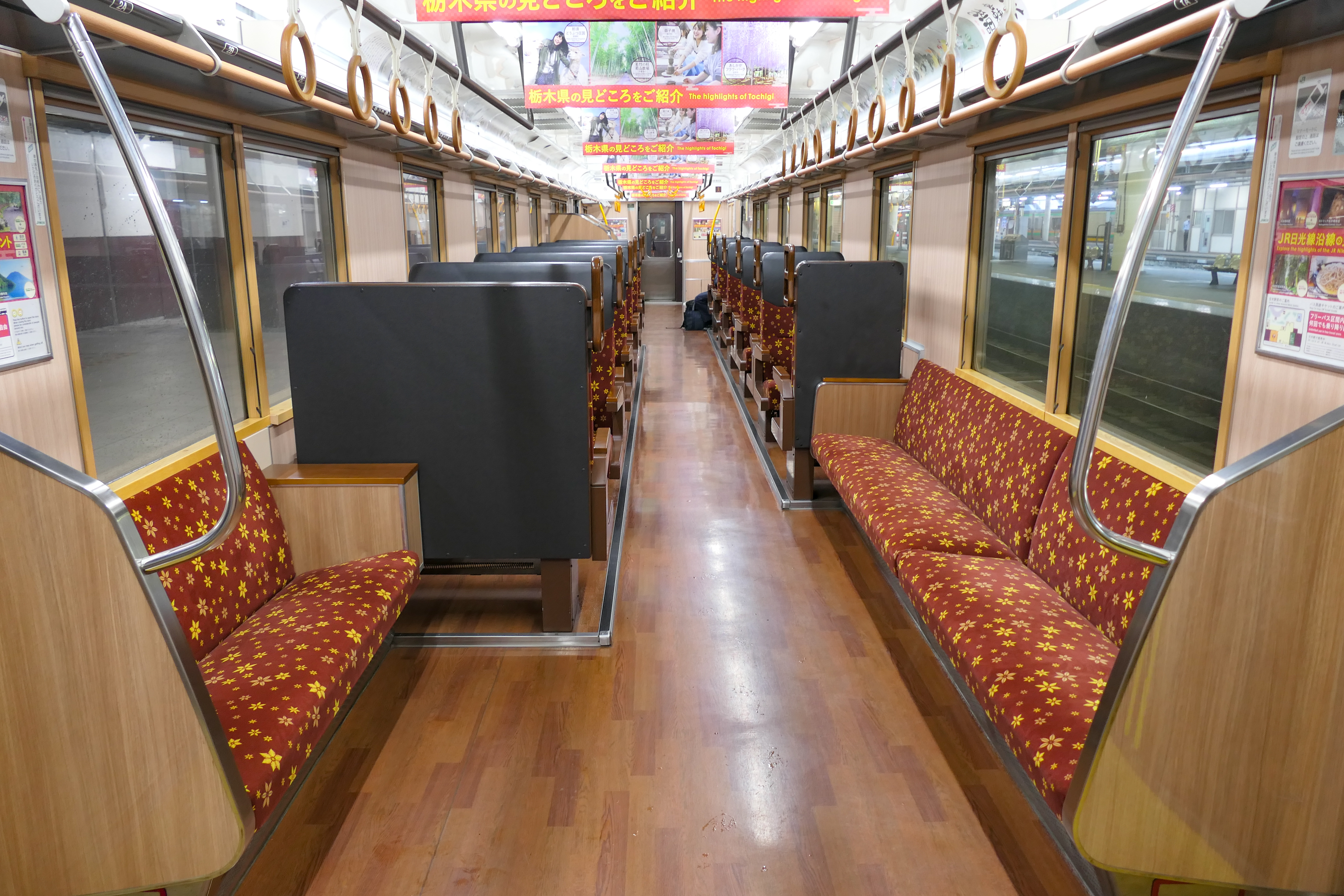
車内全景
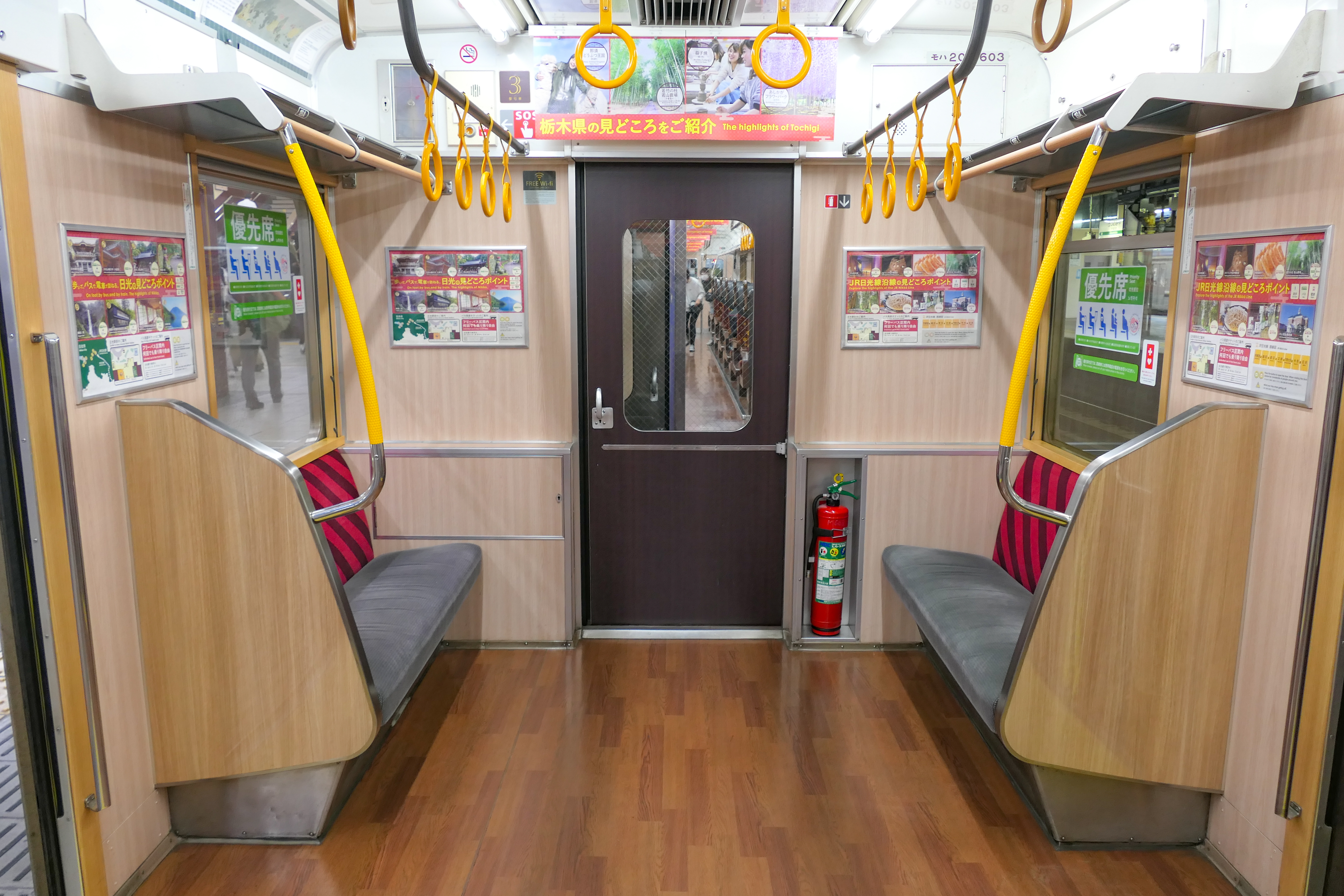
優先席
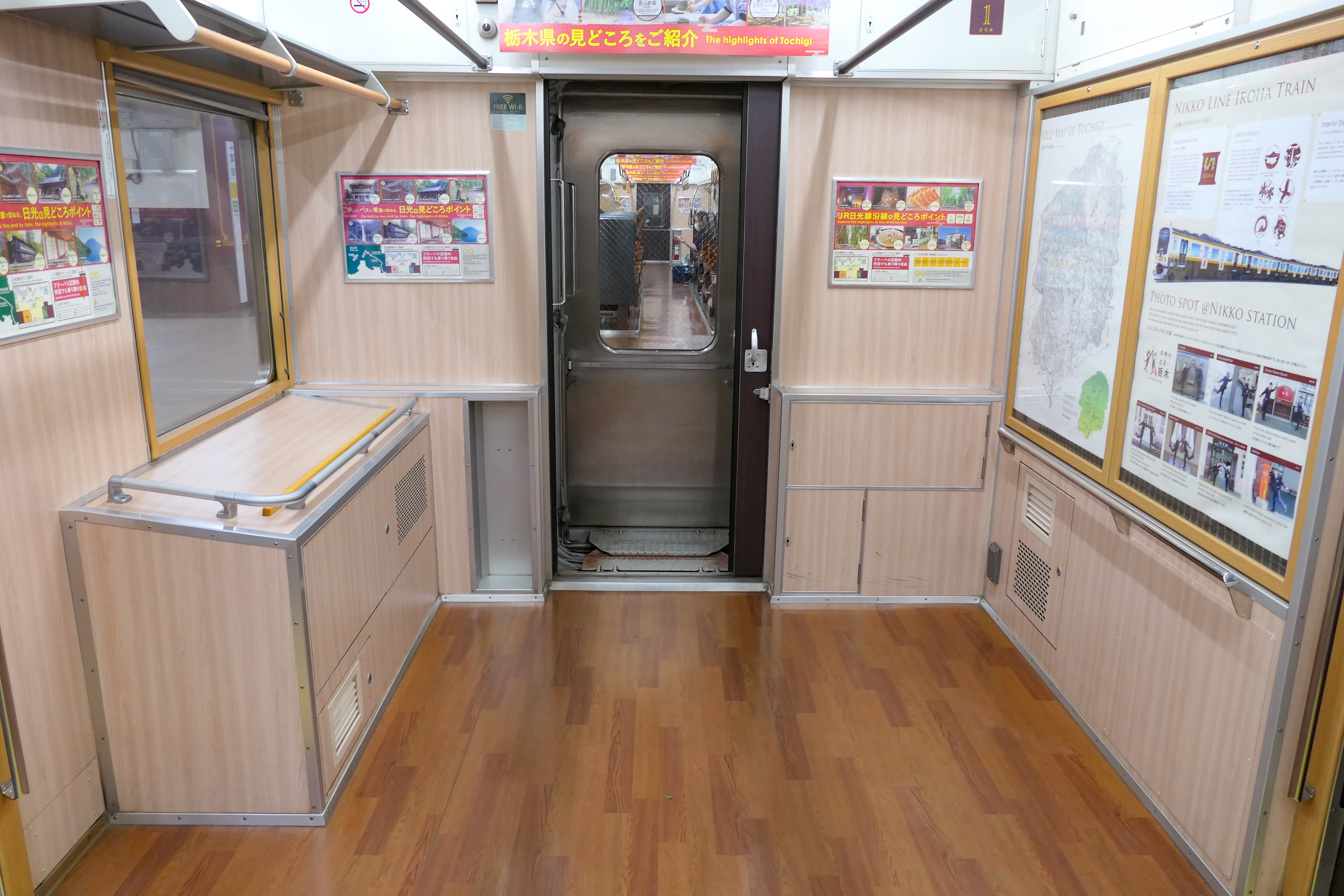
フリースペース
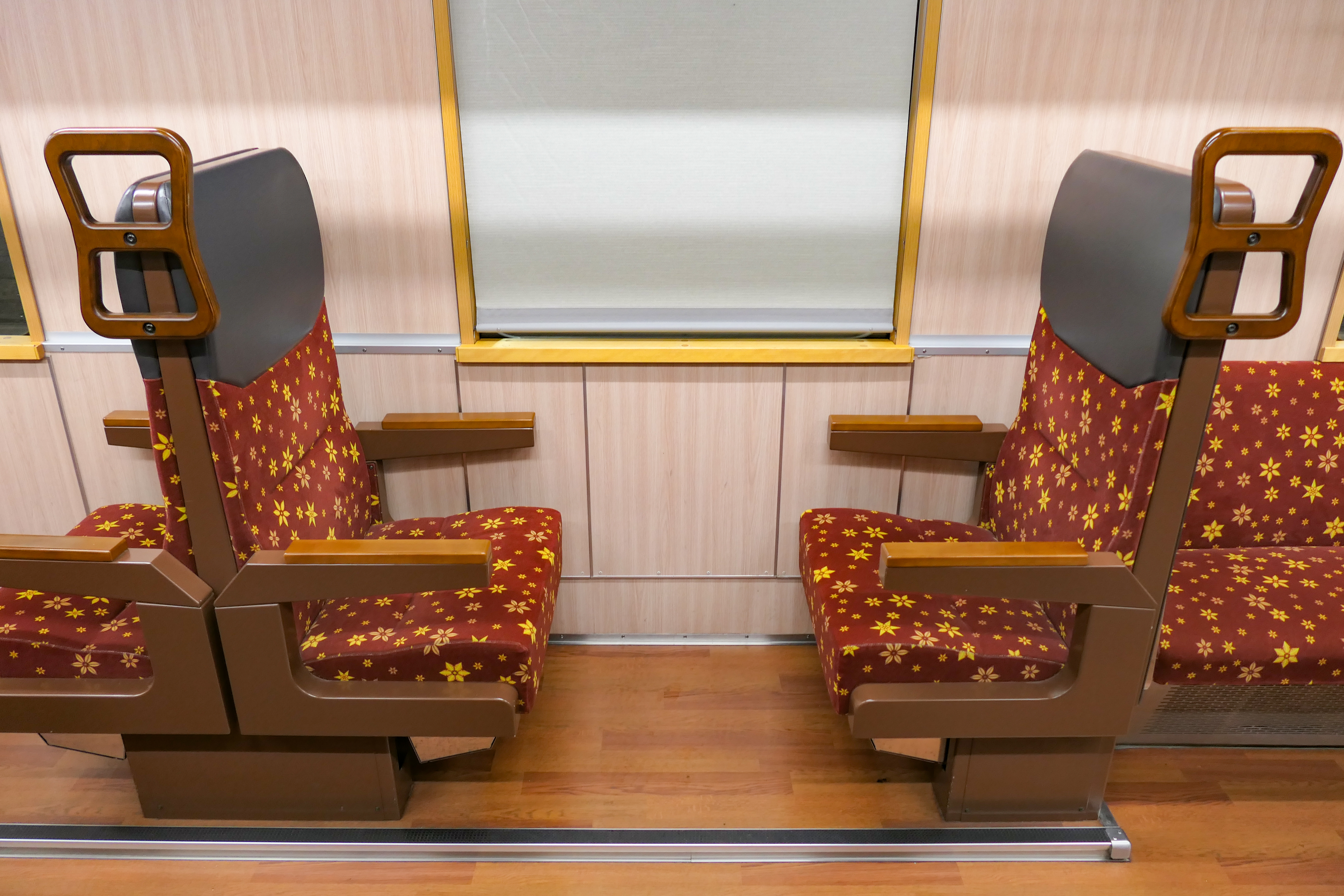
1人掛けクロスシート
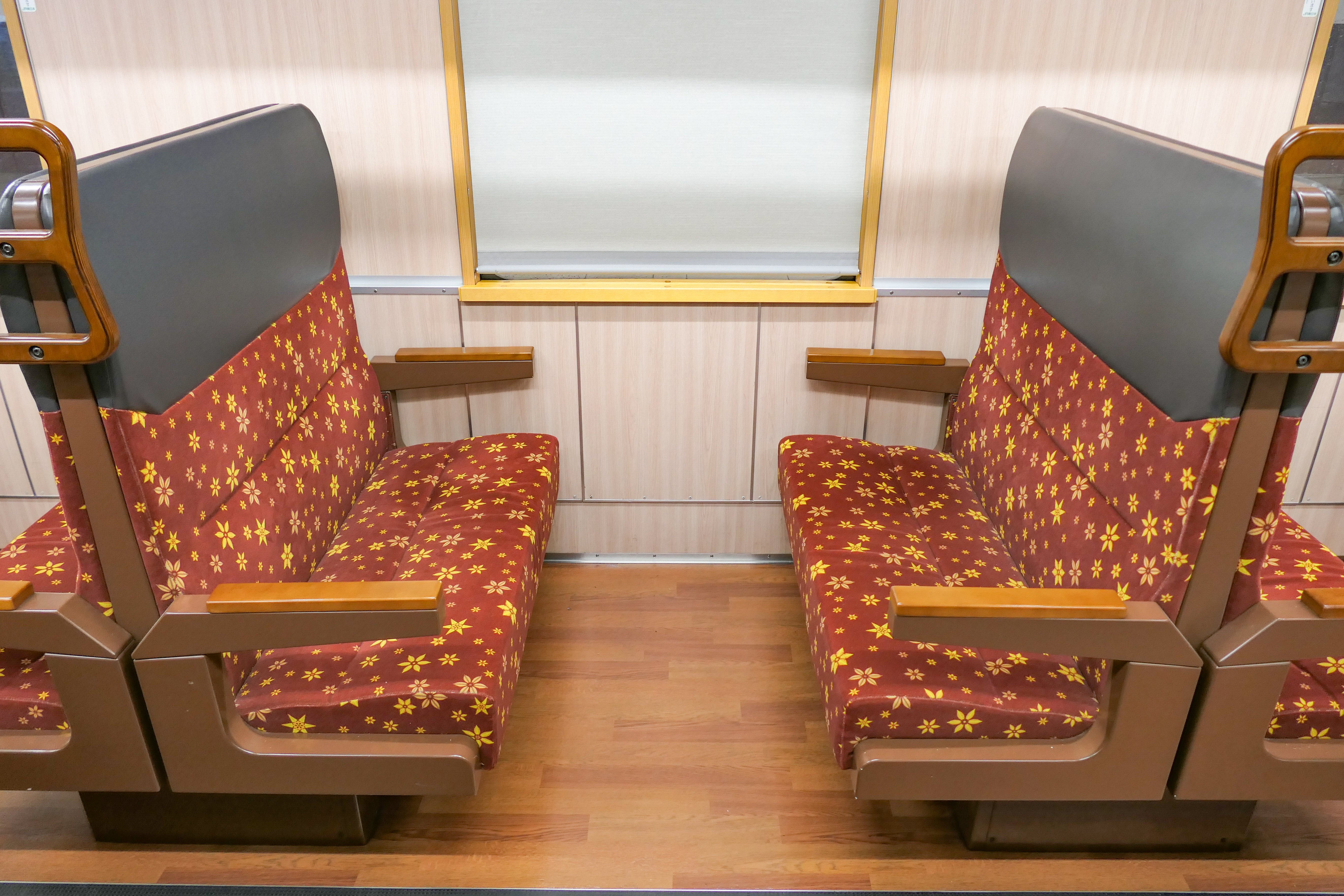
2人掛けクロスシート
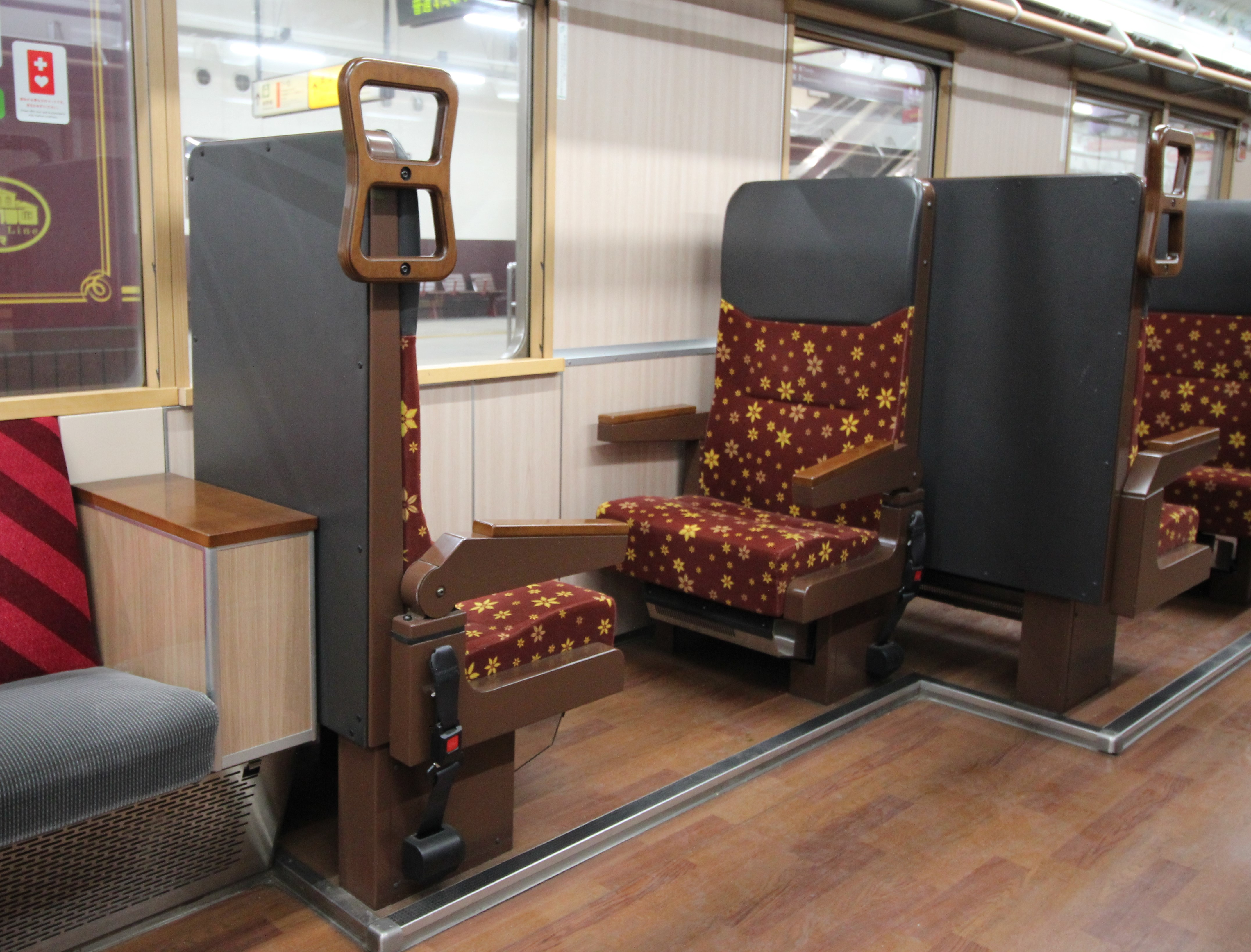
車椅子用クロスシート
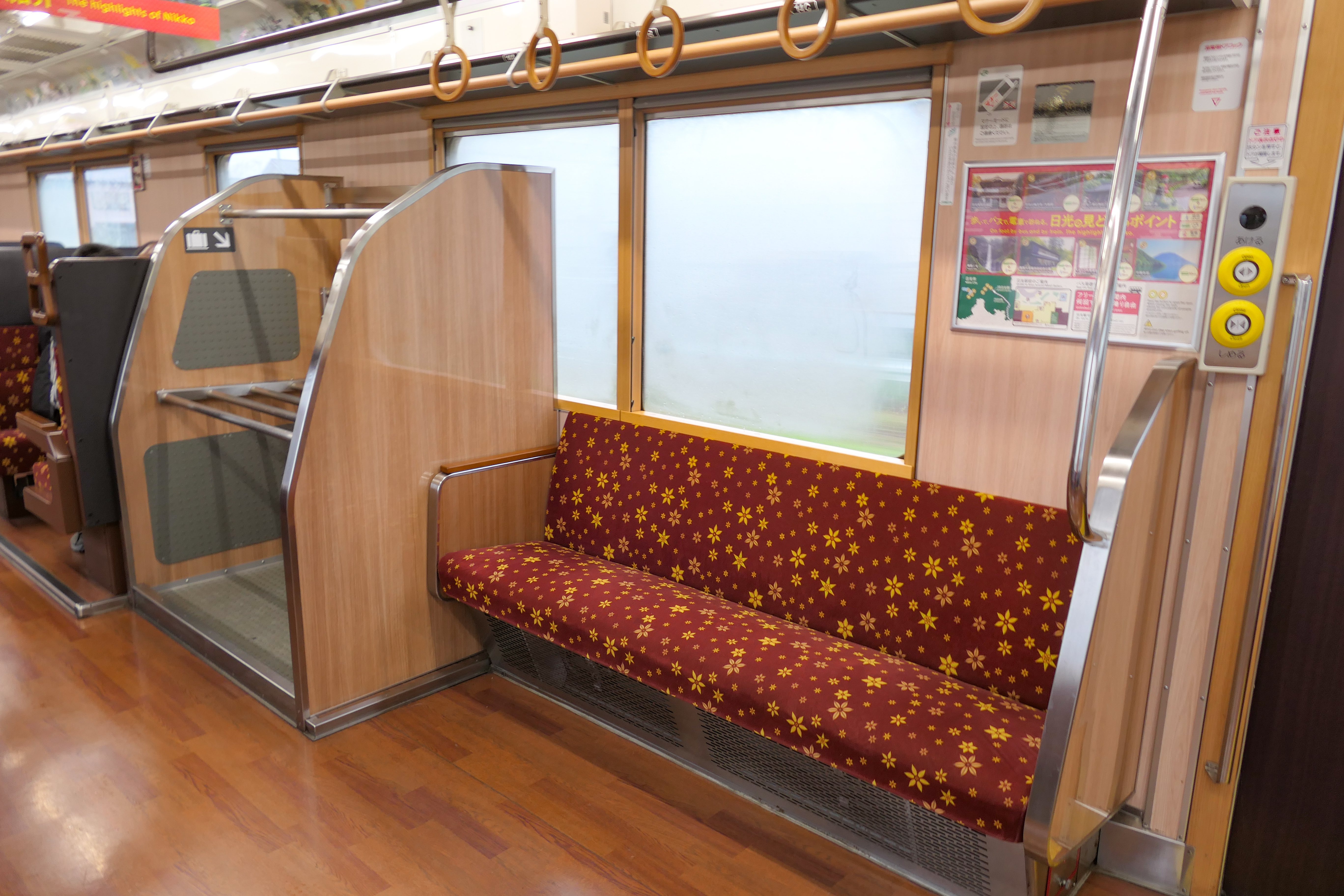
ロングシートと大型荷物置き場
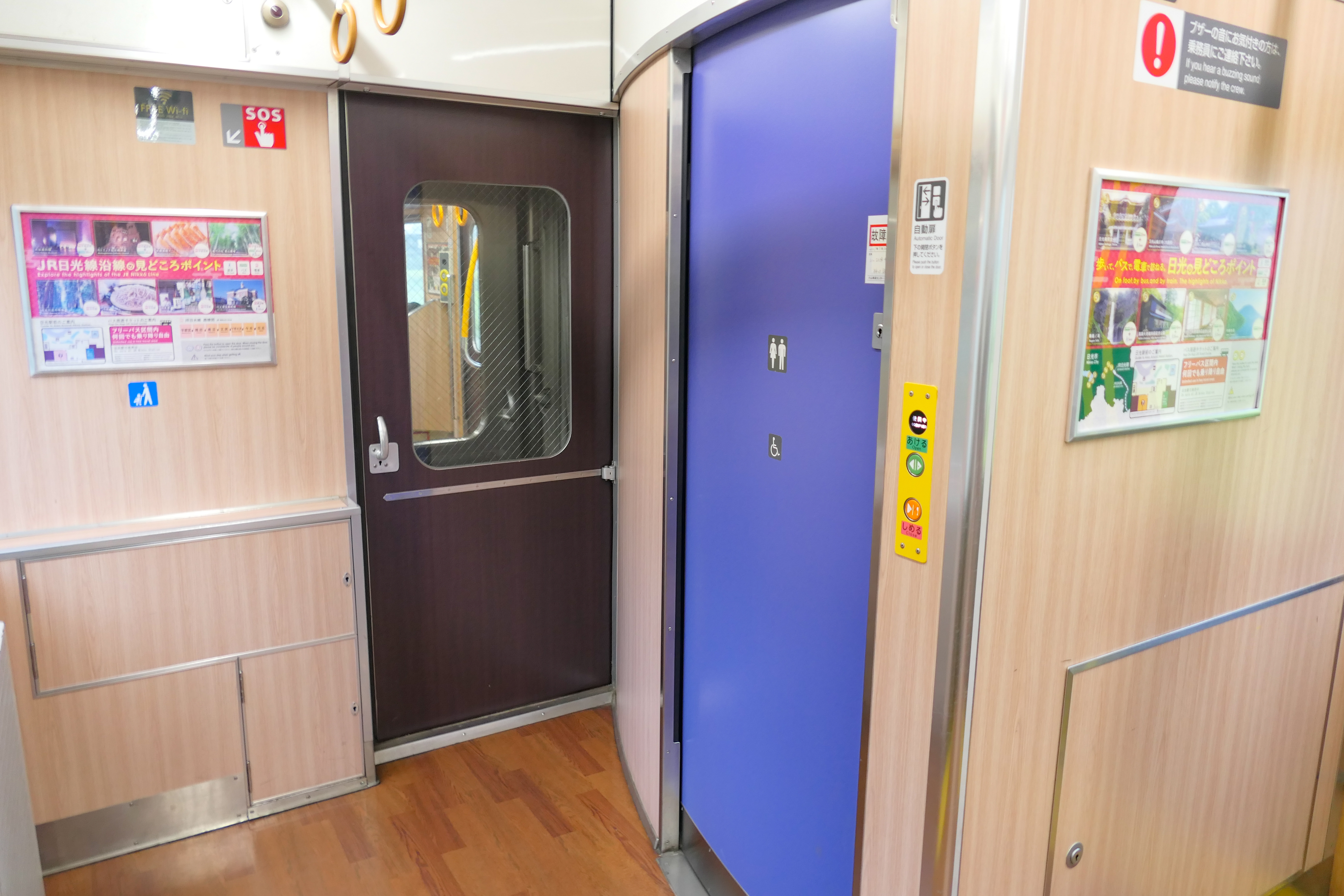
トイレ付近
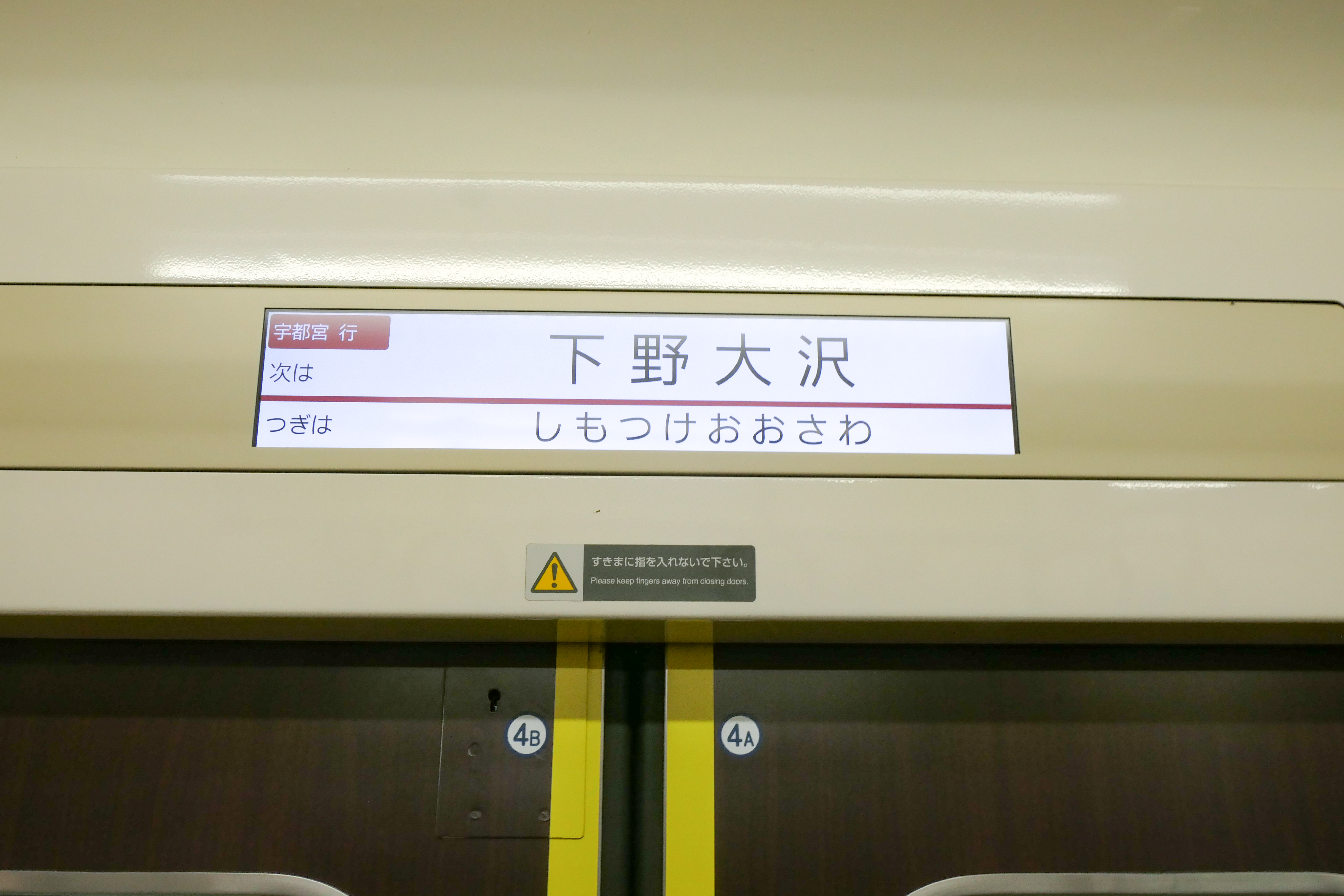
車内の案内表示器
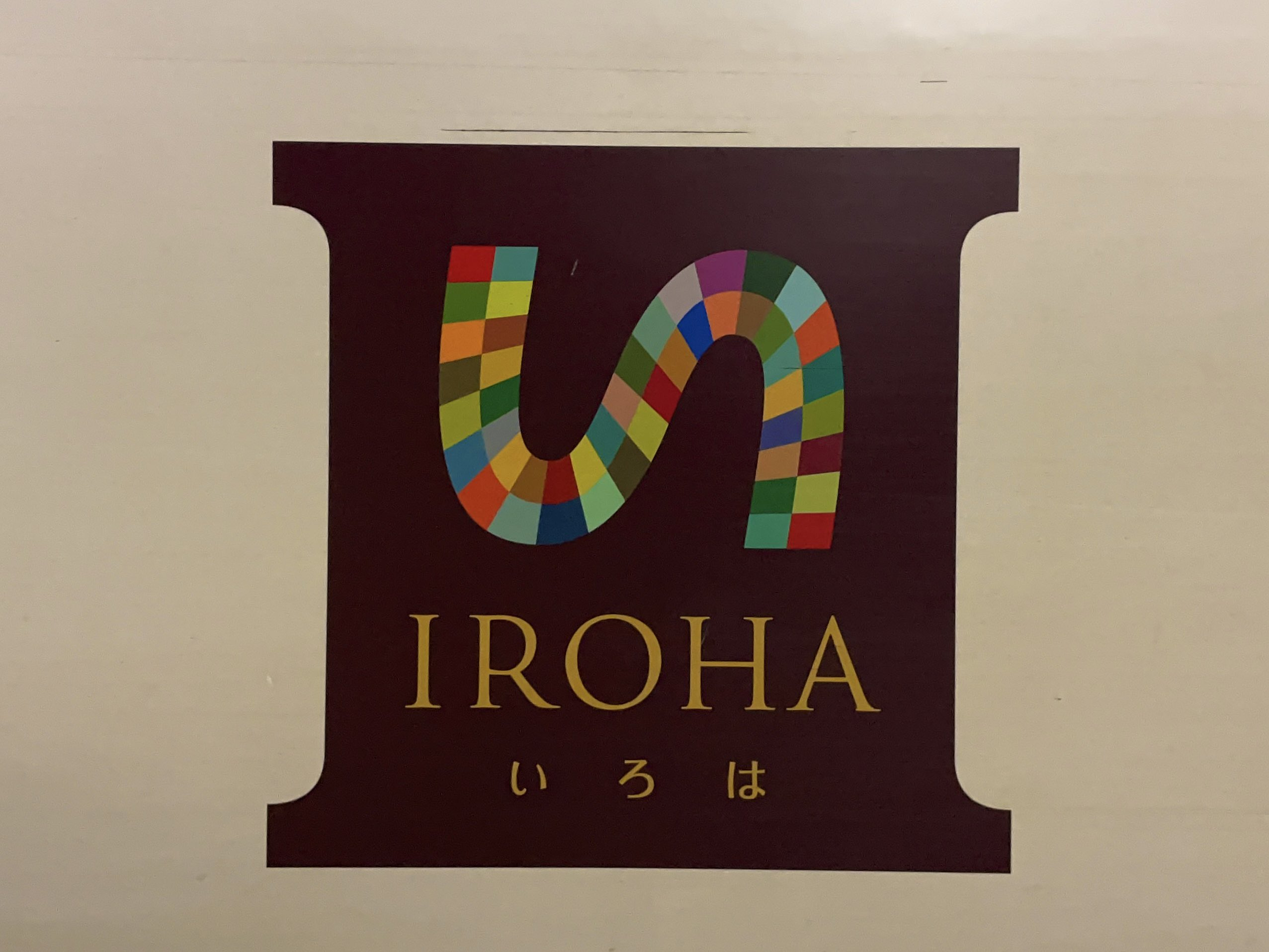
ロゴマーク

## 運用
2018年4月1日に宇都宮 - 日光間で運行された臨時快速「誕生いろは日光号」より運行を開始した。 
また運行に先駆け、 同年3月10日に鉄道博物館で、3月22日に日光駅で車両展示会が開催された。
日光線の定期列車として、朝に宇都宮 - 鹿沼間で2往復、日中時間帯に宇都宮 - 日光間で3往復、夕方以降に宇都宮 - 鹿沼間で2往復という形で運行が開始された。2021年12月時点では、日中時間帯の宇都宮 - 日光間の運行が5往復に増加していた。観光需要の高まる時期は栃木県内を中心とした路線で臨時列車として運行されていた。
2022年3月26日の団体臨時列車「さよならいろは日光号」（大宮 - 日光間）をもって運行を終了した。
2023年3月28日に長野総合車両センターへ回送された後、廃車解体されたため現存しない。